# Enrique IX de Reuss-Köstritz (línea menor)
Enrique IX de Reuss-Köstritz, (en alemán: Heinrich IX, Prinz Reuß zu Köstritz, también llamado Enrique IX, príncipe de Reuss línea menor, en alemán: Heinrich IX, Prinz Reuß j.L; 3 de marzo de 1827, Neuhoff, cerca de Schmiedeberg - 1 de agosto de 1898, ibid) fue un funcionario y funcionario administrativo alemán, miembro de la línea menor de Reuss-Köstritz, una rama de la línea joven de la Casa de Reuss.

Escudo de armas de los príncipes de Reuss-Köstritz

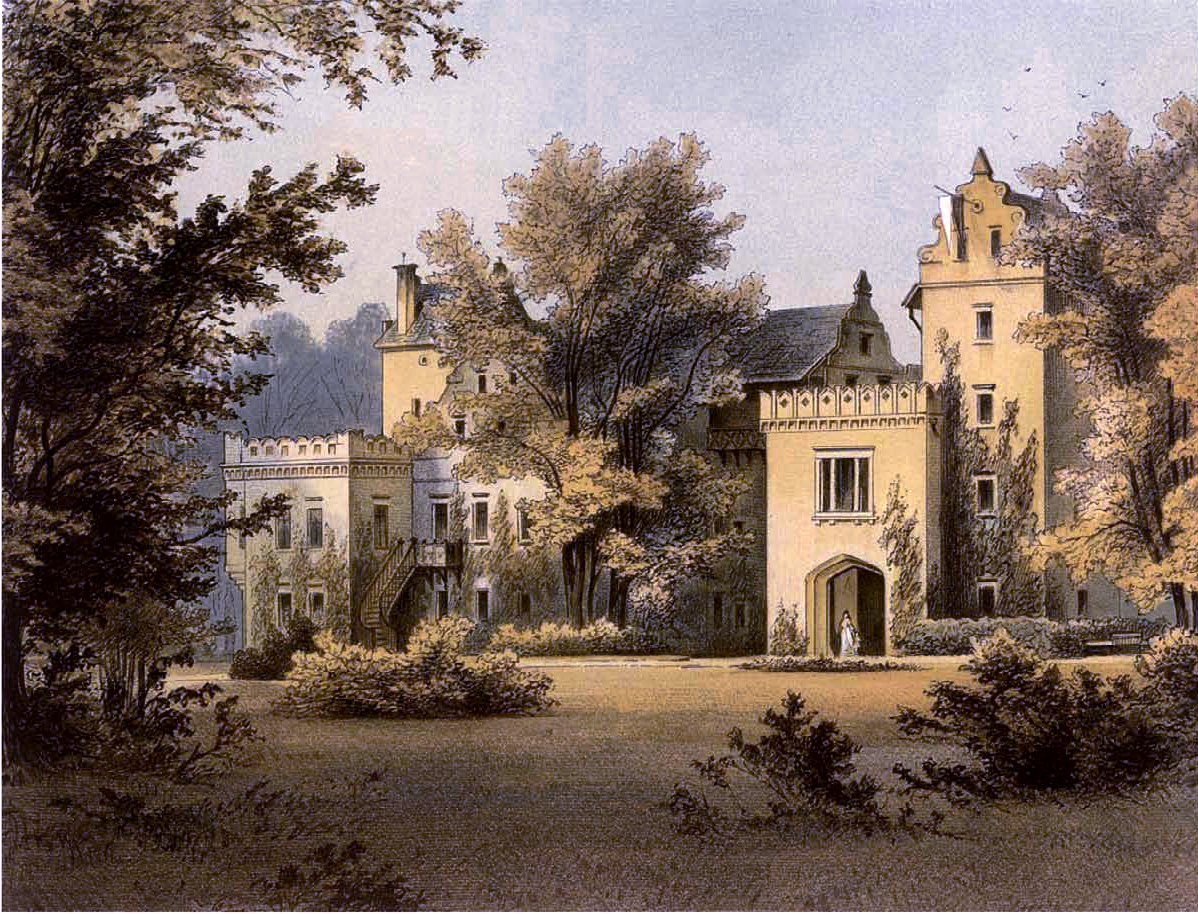
Castillo de Neuhoff, en donde el príncipe nacería

## Vida
Enrique IX era hijo del príncipe Enrique LXXIV de Reuss-Köstritz (1798-1886) y de su primera esposa, Clementina von Reichenbach-Goschütz (1805-1849). 
Asistió al Gymnasium de Niesky y estudió en la Universidad de Bonn. En 1849 se convirtió en miembro del Cuerpo Borussia Bonn. Al mismo tiempo se convirtió en señor de Jänkendorf y Neuhoff. De 1874 a 1894 fue administrador del distrito de Hirschberg en las Montañas de los Gigantes. Enrique IX fue general de división y participó en la Guerra de Schleswig-Holstein (1848-1851), la Guerra Germano-Danesa, la Guerra de Independencia Alemana y la Guerra Franco-Prusiana.

## Matrimonio e hijos
Enrique IX de Reuss-Köstritz se casó el 12 de mayo de 1852, en Zülzendorf, con Frau Anna Maria Wilhelmina Helena von Zedlitz-Leipe (15 de agosto de 1829, Zülzendorf - 1 de marzo de 1907, Niss), hija del señor Augusto von Zedlitz-Leipe y la condesa Jenny von Rödern. Tuvieron siete hijos:
- Enrique XXI de Reuss-Köstritz (4 de julio de 1854, Neuhof - 18 de marzo de 1858, Neuhof)
- Enrique XXII de Reuss-Köstritz (5 de julio de 1854, Neuhof - 18 de marzo de 1858, Neuhof)
- Enrique XXIII de Reuss-Köstritz (17 de noviembre de 1855, Neuhof - 4 de abril de 1886, Berlín)
- Enrique XXVI de Reuss-Köstritz (15 de diciembre de 1857, Neuhof - 10 de junio de 1913, Jena), casado el 19 de noviembre de 1885, en Ullersdorf, con la condesa Victoria le Camus von Fürstenstein (11 de septiembre de 1863 - 10 de julio de 1949); tuvieron cinco hijos
- Maria Clementina Jenny de Reuss-Köstritz (7 de febrero de 1860, Neuhoff - 28 de diciembre de 1914, Dresde), casada el 19 de mayo de 1883, en Neuhoff, con el conde Enrique Hartmann Federico von Witzleben (13 de abril de 1854 - 22 de diciembre de 1933)
- Enrique XXIX de Reuss-Köstritz (20 de mayo de 1862, Neuhof - 30 de septiembre de 1892, Radautz a Kcernowitz)
- Enrique XXX de Reuss-Köstritz (25 de noviembre de 1864, Neuhof - 23 de marzo de 1939, Neuhof), príncipe, mayor real prusiano, último propietario de un palacio, se casó el 24 de septiembre de 1898 en Breslavia (Wrocław) con la princesa Feodora de Sajonia-Meiningen (12 de mayo de 1879, Potsdam - 26 de agosto de 1945, Palacio de Neuhof), hija del duque Bernardo III de Sajonia-Meiningen (1851-1928) y la princesa Carlota de Prusia (1860-1919), sin hijos.